# Пальник Теклу

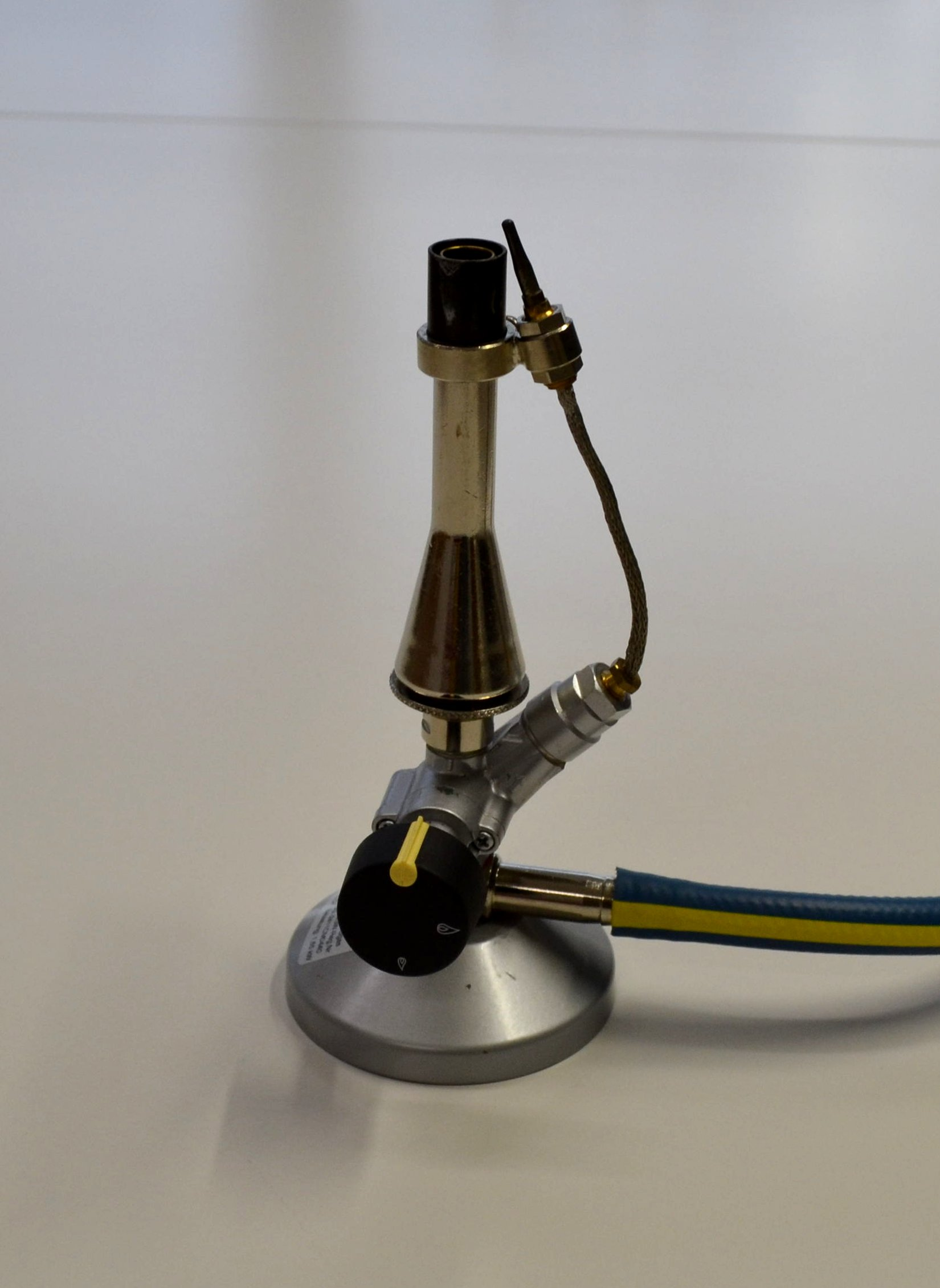
Пальник Теклу

Пальни́к Те́клу — лабораторний газовий пальник з відкритим полум'ям спеціальної конструкції,  названий на честь винахідника,  румунського хіміка Ніколае Теклу.

## Будова та принцип роботи пальника
Під час роботи пальника Теклу, як і пальника Бунзена, газ у вигляді струменя з великою швидкістю виходить з сопла інжектора, створюючи розрідження (див. Ефект Вентурі) в трубці висотою близько 15 см. Завдяки створеному розрідженню цим впорскуванням газу, навколишнє повітря засмоктується в пальник через конусоподібний отвір в трубці і після цього під час руху вгору вздовж трубки повітря змішується з газом, утворюючи горючу суміш, яка підпалюється на виході з пальника. При цьому, на відміну від пальника Бунзена, трубка в пальнику — конусоподібна, з більшим поперечним перерізом. Завдяки цьому відбувається інтенсивніше перемішування горючої суміші та досягається вища температура полум'я. Оскільки для горіння використовується кисень повітря, що надходить з навколишнього середовища (атмосфери),  пальник Теклу, як і пальник Бунзена, належать до класу атмосферних пальників. Щілина для доступу повітря може бути перекрита чи регулюватися за допомогою рухомого зубчастого коліщатка під конусом трубки пальника.